# Моя большая тайна
«Моя́ больша́я та́йна» — российский сериал Никиты Грамматикова в жанре детективного триллера, премьерный показ которого проходил в онлайн-кинотеатре Okko в ноябре 2021 — январе 2022 года. Главные роли в нём сыграли Кристина Кучеренко, Александра Соловьёва, Матвей Полевой, Анна Невская, Анатолий Белый, Влад Коноплёв, Анастасия Белоусова, Анастасия Талызина. Шоу получило неоднозначные отзывы критиков.

## Сюжет
1 июня 2020 года в престижной владивостокской Международной дипломатической академии стран АТЭ проходит закрытая вечеринка по случаю окончания очередного учебного года. Внезапно в бассейне находят труп 17-летней Кати Растопчиной. Подозрение в убийстве падает на её лучшую подругу Соню Кимаеву. Уголовное дело почти сразу закрывают, а Соня, по совету ректора академии Анны Александровны, отправляется на лето в Сеул с проектом Кати. Вернувшись через три месяца, Кимаева решает разобраться в причинах произошедшего.

## Актёры и роли
В главных ролях
| Актёр                           | Роль                                                                                            |
| ------------------------------- | ----------------------------------------------------------------------------------------------- |
| Кристина Кучеренко              | Соня Кимаева студентка МДА                                                                      |
| Александра Соловьёва            | Катя Растопчина студентка МДА                                                                   |
| Матвей Полевой                  | Стас Богучевский студент МДА                                                                    |
| Анна Невская                    | Анна Александровна ректор МДА                                                                   |
| Анатолий Белый (c 3-й серии)    | Борис Борисович Богучевский отчим и опекун Стаса, папа Женьки, политик, меценат, попечитель МДА |
| Влад Коноплёв                   | Микки студент МДА                                                                               |
| Анастасия Белоусова             | Веро (Вероника) студентка МДА                                                                   |
| Анастасия Талызина              | Тася студентка МДА                                                                              |
| Иван Макаревич                  | Санчес старший брат Кати                                                                        |
| Влад Соколовский (со 2-й серии) | Иван Андреевич преподаватель актёрского мастерства в МДА                                        |
| Лилия Фильченко                 | Карина Пак (Пачечка) студентка МДА, подруга и соседка Сони по комнате                           |
| Саид-Магомед Хасаев             | Шади Магомедов чемпион области по смешанным единоборствам, студент МДА                          |
| Екатерина Бездель               | Мадина Магомедова студентка МДА, младшая сестра Шади                                            |

Остальные
| Актёр                                    | Роль                                                               |
| ---------------------------------------- | ------------------------------------------------------------------ |
| Юрий Чурсин (1, 2, 6, 7 серии)           | Дмитрий Евгеньевич Задворский психолог в МДА                       |
| Татьяна Журавлёва                        | Оля студентка МДА                                                  |
| Екатерина Журавлёва                      | Поля студентка МДА                                                 |
| Дарья Рощина                             | Марьяна студентка МДА                                              |
| Игорь Лаский                             | Егор студент МДА                                                   |
| Никита Еленев                            | Джиз студент МДА                                                   |
| Батишта (Кирилл Петров) (3, 4 , 7 серии) | Тамик друг Санчеса, автомеханик                                    |
| Тереза Диуро                             | Эля                                                                |
| Данил Мотин                              | Проша студент МДА                                                  |
| Иван Пяст                                | Мигель                                                             |
| Полина Ватага                            | Женька сводная младшая сестра Стаса                                |
| Евгения Соляных (2, 5, 9 серии)          | Валерия мама Таси                                                  |
| Мария Леонова (4, 5, 9, 10 серии)        | Света мама Микки                                                   |
| Рената Джало (с 4 серии)                 | Крис дочка Эли                                                     |
| Карина Зверева (5 серия)                 | Бэлла мама Веро, попечитель МДА                                    |
| Алексей Жиров (5, 9 серии)               | Митя отчим Таси, глава Господряда по строительству, попечитель МДА |
| Дмитрий Карташов (5, 7, 8 серии)         | Муса Магомедов папа Шади и Мадины                                  |
| Екатерина Юдина (5, 6, 9 серии)          | Жанна Магомедова мама Шади и Мадины, попечитель МДА                |
| Сергей Гурьев (5, 10 серия)              | Васильев отчим Микки, полковник ФСБ, попечитель МДА                |
| Наталия Колодяжная (8 серия)             | Ирина мама Егора                                                   |
| Владимир Рузанов (8 серия)               | папа Егора                                                         |
| Степан Белозёров                         | Стёпа друг Проши, студент МДА                                      |
| Алёна Минчук                             | Вита                                                               |
| Валентина Ельшанская                     | Рита                                                               |

## Создание и оценки
О работе над сериалом было объявлено 22 сентября 2020 года. Вскоре после этого начались съёмки, которые проходили в Москве и Сочи. Главные роли сыграли Кристина Кучеренко, Александра Соловьёва, Матвей Полевой, Анна Невская, Анатолий Белый, Влад Коноплёв, Анастасия Белоусова, Анастасия Талызина.
Премьерный показ пилотной серии «Моей большой тайны» состоялся 11 сентября 2021 года в рамках конкурсной программы III фестиваля сериалов «Пилот» в Иваново. Кристина Кучеренко получила приз фестиваля «За лучшую женскую роль», Иван Макаревич — диплом «Специальный приз жюри» «За лучшие роли второго плана». Полностью шоу показали в онлайн-кинотеатре Okko в ноябре 2021 — январе 2022 года.
Шоу получило неоднозначные оценки критиков и журналистов. Илона Егиазарова («Вокруг ТВ») написала в своей рецензии: «Жизнь девушек и юношей, учащихся в таинственной элитарной дипломатической академии во Владивостоке, представлена здесь столь ярко, „фирменно“, с хорошей картинкой», что зритель забывает «об утрированности и неправдоподобности сюжета и некоей искусственности диалогов и монологов». Рецензент «Киноафиши» счёл, что оторванность сюжета от российских реалий можно считать как минусом, так и плюсом, и провёл параллели с «Твин Пиксом». Обозреватель «Афиши» охарактеризовал «Мою большую тайну» как «бодрую смесь сразу из всех подростковых хитов последних лет» и заявил: «Хорошей эту солянку назвать при всём желании трудно, зато весёлой и запоминающейся — запросто».
По мнению Егора Москвитина (Meduza), сериал интересен «своей чувственностью и дерзостью. Модной — порой даже чересчур модной — манерой съёмки. Бесстыжим взаимодействием с жанровыми клише. Свежим кастингом. И необычным местом действия, которое хоть немного разрушает монополию Москвы и Санкт-Петербурга на рассказывание историй». Сергей Ефимов из «Комсомольской правды» увидел в «Моей большой тайне» затянутость и пустоту: по его словам, «редкие диалоги персонажей и закадровый монолог утопленницы режиссёр и продюсеры щедро разбавляют съёмкой в рапиде — когда герой движется медленно, явно в надежде, что из всего этого как-нибудь возникнет смысл; а сверху наложили песенки молодых российских исполнителей, выбрав самых меланхоличных из них. В итоге получился длинный 46-минутный клип».